# Панфилов, Глеб Анатольевич
Глеб Анато́льевич Панфи́лов (21 мая 1934, Магнитогорск, Челябинская область — 26 августа 2023, Москва) — советский и российский режиссёр театра и кино, сценарист; народный артист РСФСР (1984), лауреат Государственной премии РСФСР имени братьев Васильевых (1985). Член КПСС (1961—1991). Академик Национальной академии кинематографических искусств и наук России.

## Биография

### Происхождение
Родился 21 мая 1934 года в Магнитогорске в семье Анатолия Петровича (1912—1996) и Веры Степановны Панфиловых. Отец работал журналистом. Позже Анатолий Панфилов преподавал историю партии в Высшем театральном училище имени Б. В. Щукина.
Окончил УПИ (1957, химический факультет). Был «мастером Свердловского завода медаппаратов, научным сотрудником НИИ».

### Творческая карьера
С 1959 года — заведующий отделом пропаганды и агитации Свердловского горкома ВЛКСМ; по его инициативе в Свердловске возникла любительская киностудия, где Панфилов вместе с друзьями снял фильмы «Нейлоновая курточка» и «Народная милиция» (1958).
В 1961 году начал работать на свердловском телевидении. В том же году вступил в КПСС. На Свердловском телевидении снял фильмы «Вставай в наш строй» (1959, документальный), «Убит не на войне», «Нина Меновщикова» (короткометражные, 1962) и «Дело Курта Клаузевица» (1963, художественный телефильм).
В 1960—1963 годах заочно обучался на операторском факультете ВГИКа, затем перешёл на очное обучение, на отделение режиссёров-постановщиков художественного фильма Высших курсов сценаристов и режиссёров (ВКСР).
В 1966 году начал работать на «Ленфильм», где снял свой первый художественный фильм «В огне брода нет» (1967), неканонически изображавший Гражданскую войну.
Кандидатуру Инны Чуриковой на роль главной героини рекомендовал Панфилову режиссёр Ролан Быков, отметив, что он знает «гениальную актрису на роль Тёткиной». Фильмом «В огне брода нет» Г. А. Панфилов защитил диплом на ВКСР. В 1969 году «В огне брода нет» получил главный приз МКФ в Локарно (Швейцария) — «Золотой леопард».
В 1970 году снял фильм «Начало». Во время съёмок фильма Панфилов женился на актрисе Инне Чуриковой. С тех пор она стала его «музой».
Следующий фильм «Прошу слова» (1975) был удостоен награды Международного кинофестиваля в Карловых Варах (1976) и приза Международного кинофестиваля в Барселоне (1977).
В 1977 году Панфилов перешёл на киностудию «Мосфильм» и стал руководителем режиссёрских мастерских на Высших курсах сценаристов и режиссёров.
На «Мосфильме» Панфилов снял фильм «Тема» (1979), который, в связи с затронутой в нём проблемой эмиграции, пролежал на полке до июня 1986 года. Выйдя в международный прокат, фильм получил главный приз Берлинского МКФ — «Золотой медведь» (1987).
В 1981 году экранизировал пьесу А. В. Вампилова «Прошлым летом в Чулимске», дав фильму первоначальное авторское название — «Валентина».
В 1983 году поставил фильм «Васса» по пьесе М. Горького «Васса Железнова», за который получил Золотой приз Международного кинофестиваля в Москве (1983).
В 1986 году дебютировал как театральный режиссёр в театре «Ленком» постановкой «Гамлета», в которой играли ведущие актёры театра: Олег Янковский (Гамлет), Инна Чурикова (Гертруда), Александра Захарова (Офелия).
В 1990 году снял фильм «Мать» по мотивам произведений М. Горького. В том же году режиссёр был награждён Каннским призом за художественный вклад в кинематограф.
В 1991 году Глеб Панфилов основал киностудию «Вера», названную так в честь его матери. Начались подготовительные работы для фильма «Романовы. Венценосная семья», сценарий к которому написал сам Панфилов с женой (Инной Чуриковой) и сыном Иваном. Тем временем Панфилов вернулся в театр «Ленком», где в 1992 году поставил пьесу «…Sorry» с Инной Чуриковой и Николаем Караченцовым в главных ролях.

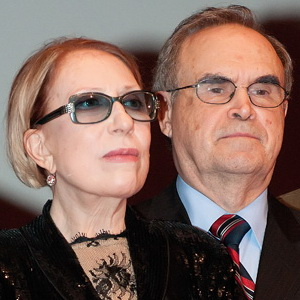
Глеб Панфилов и Инна Чурикова на премьере фильма «Утомлённые солнцем 2: Цитадель» 3 мая 2011 года

В 2000 году вышел в свет фильм «Романовы. Венценосная семья» — о последних месяцах жизни последней русской императорской семьи — который в мае 2001 года получил главный приз на фестивале «Виват, кино России!» (Санкт-Петербург).
В феврале 2006 года вышел мини-сериал «В круге первом» (по одноимённому роману А. И. Солженицына). Постановка удостоена ряда наград, в том числе премии «Ника» за лучший телевизионный фильм.
Одновременно с сериалом снимался художественный фильм по мотивам романа. Сценарий написал сам режиссёр. Кинофильм под названием «Хранить вечно» вышел в 2007 году, а в 2008 году получил специальный приз представительства ООН в России на XIV Международном фестивале фильмов о правах человека «Сталкер».
В октябре 2008 года канал «Россия» представил премьеру фильма Панфилова «Без вины виноватые» (по мотивам одноимённой пьесы Островского).
В 2010 году Панфилов поставил спектакль «Аквитанская львица» с Инной Чуриковой и Дмитрием Певцовым по мотивам пьесы Джеймса Голдмена «Лев зимой».

### Смерть
11 мая 2023 года был госпитализирован в реанимацию Одинцовской больницы с ишемическим инсультом, затем переведён в Институт имени Склифосовского.
Скончался 26 августа 2023 года в Москве от повторного инсульта, в возрасте 89 лет, пережив свою супругу Инну Чурикову на семь месяцев.
Отпевание режиссёра прошло 30 августа в Храме Усекновения Главы Иоанна Предтечи у Новодевичьего монастыря; похоронен на Новодевичьем кладбище, рядом с супругой.

## Личная жизнь
Глеб Панфилов был дважды женат.
- Сын от первого брака Анатолий (род. 1957) — актёр, художник-постановщик.

Вторая супруга — Народная артистка СССР Инна Чурикова (1943—2023).
- Сын — Иван (род. 1978) — продюсер, ресторатор[18][19].

## Награды и звания
- 1969 — «Золотой леопард» МКФ в Локарно за фильм «В огне брода нет»
- 1971 — «Серебряный лев св. Марка» XXXII МКФ в Венеции за фильм «Начало»
- 1976 — Юбилейный приз МКФ в Карловых Варах за фильм «Прошу слова»
- 1976 — Заслуженный деятель искусств РСФСР
- 1983 — Золотой приз ММКФ за фильм «Васса»
- 1984 — Народный артист РСФСР
- 1985 — Государственная премия РСФСР имени братьев Васильевых за фильм «Васса» (1982)
- 1987 — «Золотой медведь» и приз ФИПРЕССИ Берлинского МКФ за фильм «Тема»
- 1990 — МКФ в Канне Специальный приз жюри «За выдающиеся художественные достижения» за фильм «Мать»
- 2000 — Почётный приз «За вклад в развитие киноискусства» (22-й Московский международный кинофестиваль)
- 2001 — приз Гильдии кинорежиссёров МФ фильмов о правах человека «Сталкер» в Москве за фильм «Романовы. Венценосная семья»
- 2001 — Премия «Ника» за вклад в развитие кино
- 2001 — лауреат премии Президента Российской Федерации в области литературы и искусства 2001 года[20]
- 2005 — премия «Ника» за лучший телевизионный фильм «В круге первом»
- 2006 — премия «Золотой орёл» за лучший телефильм или мини-сериал «В круге первом»
- 2007 — приз «Золотой Витязь» МКФ славянских и православных народов за лучший телевизионный игровой фильм «В круге первом»
- 2010 — офицер ордена искусств и литературы (Франция)[21]
- 3 марта 2010 года — орден «За заслуги перед Отечеством» IV степени — за большой вклад в развитие отечественного кинематографического искусства и многолетнюю творческую деятельность[22]
- 2013 — приз Российской академии кинематографических искусств «Ника» в номинации «Честь и Достоинство» (с Инной Чуриковой)
- 2013 — присвоение звания Почётного доктора Санкт-Петербургского государственного университета кино и телевидения
- 2014 — приз за вклад в мировой кинематограф (Московский международный кинофестиваль)
- 2018 — Золотая медаль имени С. Ф. Бондарчука «За выдающийся вклад в кинематограф» (XXVII МКФ «Золотой Витязь»)
- 2020 — приз Международного кинофестиваля им. Андрея Тарковского «Зеркало» за вклад в киноискусство[23]
- 2022 — премия «Золотой орёл» за лучшую режиссуру фильма «Иван Денисович».

## Творчество
Оранжевым выделены документальные фильмы.
| 1958 | «Народная милиция»                  | зелёная ✓ |           | Короткометражный                                       |
| 1958 | «Нейлоновая курточка»               | зелёная ✓ |           | Короткометражный                                       |
| 1959 | «Вставай в наш строй»               | зелёная ✓ | зелёная ✓ | Короткометражный                                       |
| 1962 | «Нина Меловизинова»                 | зелёная ✓ | зелёная ✓ | Короткометражный                                       |
| 1962 | «Убит не на войне»                  | зелёная ✓ | зелёная ✓ | Короткометражный                                       |
| 1962 | «Дело Курта Клаузевица»             | зелёная ✓ | зелёная ✓ | Короткометражный                                       |
| 1964 | «Случай на станции Кречетовка»      | зелёная ✓ | зелёная ✓ | Короткометражный                                       |
| 1967 | «В огне брода нет»                  | зелёная ✓ | зелёная ✓ |                                                        |
| 1967 | «На съёмках „Андрея Рублёва“»       | зелёная ✓ |           | Короткометражный                                       |
| 1970 | «Начало»                            | зелёная ✓ | зелёная ✓ |                                                        |
| 1975 | «Прошу слова»                       | зелёная ✓ | зелёная ✓ |                                                        |
| 1976 | «Степанова памятка»                 |           | зелёная ✓ |                                                        |
| 1978 | «Человек, которому везло»           |           | зелёная ✓ |                                                        |
| 1979 | «Тема»                              | зелёная ✓ | зелёная ✓ |                                                        |
| 1980 | «Встреча»                           |           | зелёная ✓ | Короткометражный, в составе альманаха «Молодость», № 3 |
| 1981 | «Валентина»                         | зелёная ✓ | зелёная ✓ |                                                        |
| 1983 | «Васса»                             | зелёная ✓ | зелёная ✓ |                                                        |
| 1990 | «Мать»                              | зелёная ✓ | зелёная ✓ |                                                        |
| 2000 | «Романовы. Венценосная семья»       | зелёная ✓ | зелёная ✓ |                                                        |
| 2006 | «В круге первом»                    | зелёная ✓ | зелёная ✓ | Телесериал                                             |
| 2007 | «Хранить вечно»                     | зелёная ✓ | зелёная ✓ |                                                        |
| 2008 | «Без вины виноватые»                | зелёная ✓ | зелёная ✓ |                                                        |
| 2010 | «Утомлённые солнцем 2: Предстояние» |           | зелёная ✓ |                                                        |
| 2011 | «Утомлённые солнцем 2: Цитадель»    |           | зелёная ✓ |                                                        |
| 2013 | «Аквитанская львица»                | зелёная ✓ |           | Телеспектакль по мотивам пьесы «Лев зимой»             |
| 2015 | «Ложь во спасение»                  | зелёная ✓ |           | Телеспектакль по мотивам пьесы «Деревья умирают стоя»  |
| 2019 | «Аудиенция»                         | зелёная ✓ |           | Телеспектакль по мотивам одноименной пьесы             |
| 2021 | «Иван Денисович»                    | зелёная ✓ | зелёная ✓ |                                                        |

## Театр
- 1986—1992 — «Гамлет» Уильяма Шекспира (Ленком)[24]
- 1992—2005 — «…Sorry» Александра Галина (Ленком)[25]
- 8 октября 2010—2021 — «Аквитанская львица» по мотивам пьесы Джеймса Голдмена «Лев зимой» (Ленком)[26]
- 22 сентября 2012—2 июля 2022 — «Ложь во спасение» по мотивам пьесы Алехандро Касоны «Деревья умирают стоя» (Ленком)[27]
- 25 апреля 2017—2022 — «Аудиенция» Питера Моргана (Театр наций)[28]